# Salimo Sylla
Salimo Sylla (Châlons-en-Champagne, 25 januari 1994) is een Frans voetballer die bij voorkeur als linksback speelt. Hij tekende in 2016 bij Sint-Truiden.

## Clubcarrière
Sylla speelde in de jeugd bij Troyes AC en debuteerde in 2015 in de Ligue 2. Na vijf competitieduels trok hij naar AJ Auxerre. Tijdens het seizoen 2015/16 speelde hij 27 competitiewedstrijden in de Ligue 2. In 2016 tekende de linksback een driejarig contract bij Sint-Truiden. Op 30 juli 2016 debuteerde hij in de Jupiler Pro League tegen Lokeren. Hij speelde de volledige wedstrijd, die Sint-Truiden won met 1–0 dankzij een doelpunt van Nick Proschwitz. Vervolgens speelde Sylla in Griekenland, België en Frankrijk.